# Simiiformes
Simiiformes (lat. simia = majmun), ili viši primati, je infrared podreda Haplorrhini, koji obuhvaća majmune Staroga svijeta i majmune Novoga svijeta.

## Sistematika
Simiiformes, ponekad i samo simiani, su se tijekom evolucije podijelili prvo na dvije skupine, majmune Novog svijeta i sve one koji su nakon razdvajanja kontinentalnih ploča prije oko 40 milijuna godina ostali na području starog svijeta, danas obuhvaćene paredom Catarrhini. Zatim se, prije oko 25 milijuna godina, ovaj pared ponovo podijelio na majmune Starog svijeta ili repate majmune i Hominoidea ili čovjekolike majmune. Ranije sistematike su sve primate dijelili na dvije skupine, "Prosimii" (u koju su bili svrstani strepsirhini i avetnjaci), dok su simiani bili nazivani "Antropoidea".
- RED PRIMATI
  - Podred Strepsirrhini
  - Podred Haplorrhini: avetnjaci, majmuni i čovjekoliko majmuni
    - Infrared Tarsiiformes
    - Infrared Simiiformes
      - Pared Platyrrhini: majmuni Novog svijeta 
        - Porodica Cebidae: marmozeti, tamarini, capucini i vjeveričji majmuni
        - Porodica Aotidae: noćni majmuni
        - Porodica Pitheciidae: titiji, sakiji i uakariji
        - Porodica Atelidae: urlikavci, hvataši i vunasti majmuni

      - Pared Catarrhini
        - Natporodica Cercopithecoidea
          - Porodica Cercopithecidae: majmuni starog svijeta

        - Natporodica Hominoidea
          - Porodica Hylobatidae: giboni
          - Porodica Hominidae: veliki čovjekoliki majmuni (i ljudi)